# Emma Dench
Emma Dench (York, 1963) es una historiadora antigua, clasicista y administradora académica inglesa. Ha sido Profesora McLean de Historia Antigua y Moderna en la Universidad de Harvard desde 2014 y decana de la Escuela de Graduados en Artes y Ciencias desde 2018. Sus puestos anteriores incluyen profesora de Historia Antigua en el Birkbeck College, la Universidad de Londres y profesora de Clásicos e Historia en Harvard.

## Biografía

### Primeros años
Nació en 1963 en York, Yorkshire, Inglaterra, y creció cerca de Stratford-upon-Avon, Warwickshire. Su padre era Jeffery Dench, un intérprete de Shakespeare, y su madre, Betty, era logopeda. Su tía paterna es Judi Dench, una premiada actriz de cine. Emma apareció en la versión cinematográfica de 1968 de Sueño de una noche de verano como Peaseblossom junto a su tía, que interpretó a Titania.
Estudió clásicos en el Wadham College de la Universidad de Oxford donde obtuvo el primer título en Moderación de Honor en 1984 y se graduó de la Universidad de Oxford con una doble licenciatura en Artes (BA) de primera clase en 1987. Según la tradición, su licenciatura fue ascendida a Maestría en Artes (MA) en 1989. Luego realizó una investigación de posgrado en historia antigua en el St Hugh's College de la Universidad de Oxford. Obtuvo una beca Craven en Oxford de 1989 a 1991 y fue Rome Scholar en el British School de Roma de 1991 a 1992. Completó su título de doctora en Filosofía (DPhil) en 1993; su tesis se tituló Pueblos de los Apeninos centrales en la ideología romana hasta c.80 a.C.

### Carrera
Comenzó su carrera académica con apenas una licenciatura. De 1987 a 1988, enseñó clásicos en Hobart y William Smith Colleges de Nueva York, Estados Unidos.
En 1992, se unió a la facultad del Birkbeck College de la Universidad de Londres. Fue profesora de historia antigua entre 1992 y 1998, y luego, tras haber sido promovida, fue profesora titular entre 1998 y 2004. En el año académico 2002-2003, fue miembro de la Escuela de Estudios Históricos del Instituto de Estudios Avanzados de Princeton. Fue nombrada Lectora en 2004 y profesora de Historia Antigua en 2005. Durante el curso académico 2005-2006 fue profesora invitada de clásicos y de historia en la Universidad de Harvard. De 2007 a 2009 mantuvo un vínculo con Birkbeck como profesora investigadora.
El 1 de enero de 2007, se mudó a Estados Unidos para unirse a la facultad de la Universidad de Harvard. De 2007 a 2015 fue ctedrática de Clásicos y de Historia. También fue profesora de la Universidad de Harvard entre 2010 y 2015; es un título de honor otorgado por "contribuciones destacadas a la enseñanza, tutoría y asesoramiento de pregrado". Para el curso académico 2015-2016 fue profesora invitada de administración de empresas en la Escuela de negocios Harvard. En noviembre de 2015, fue nombrada Profesora McLean de Historia Antigua y Moderna. En 2017, fue nombrada decana interina de la Escuela de Graduados en Artes y Ciencias (GSAS) para el año académico 2017-2018, y fue nombrada decana de GSAS el 1 de julio de 2018 (desde 2023, la GSAS se conoce como Escuela de Graduados en Artes y Ciencias Kenneth C. Griffin).
Ocupa varios nombramientos fuera de sus puestos docentes universitarios. Es miembro principal del Centro de Estudios Helénicos en Washington D. C.. Obtuvo una beca de la Fundación Loeb Classical Library entre 2011 y 2012. De 2013 a 2015 fue miembro del Comité de Programa de la Asociación Filológica Estadounidense. Pronunció las Conferencias Grises, tituladas "Acordar diferir: consenso, cultura y política en el imperio romano", en la Universidad de Cambridge en mayo de 2016.

### Vida personal
Es ciudadana británica y residente permanente de Estados Unidos. Está casada con Jonathan Bowker, un artista. Juntos tienen un hijo, Jacob.

## Publicaciones seleccionadas
- Dench, Emma (1995). From barbarians to new men: Greek, Roman, and modern perceptions of peoples from the central Apennines. Oxford: Clarendon Press. ISBN 978-0198150213.
- Dench, Emma (2005). Romulus' asylum: Roman identities from the age of Alexander to the age of Hadrian. Oxford: Oxford University Press. ISBN 978-0198150510.
- Dench, Emma (2018). Empire and political cultures in the Roman world. Cambridge: Cambridge University Press. ISBN 978-0521810722.